# Lillemägi
Lillemägi (en estonien : Lillemägi ou Lille mägi) est un parc du quartier Kesklinn de Tartu en Estonie.

## Présentation
Le parc est situé entre la rue Riia tänav, la rue Kalevi tänav, la rue Lille tänav et la rue Tähe tänav.
Au Moyen Âge, la collinne Lillemägi abritait le cimetière Saint-Antoine.
Dans les chroniques, la colline est aussi appelée Tõnisemägi, Tõnis est la variante estonienne d'Antoine.
Il y avait une chapelle près du cimetière, qui a été mentionnée pour la première fois par écrit en 1432.
Selon la révision de 1613, la chapelle avait été détruite, mais le cimetière a été utilisé jusqu'en 1773, date à laquelle les inhumations dans les cimetières de la ville ont été interdites.
À l'époque, à proximité de l'autre côté de la Riia tänav, à proximité du bâtiment du théâtre de Vanemuine, il y avait aussi le cimetière de Sainte-Anne.
Des recherches archéologiques ont été menées en 1987 et 1991 au pied sud de la colline, où le bâtiment du tribunal de district de Tartu a été construit.

## Galerie

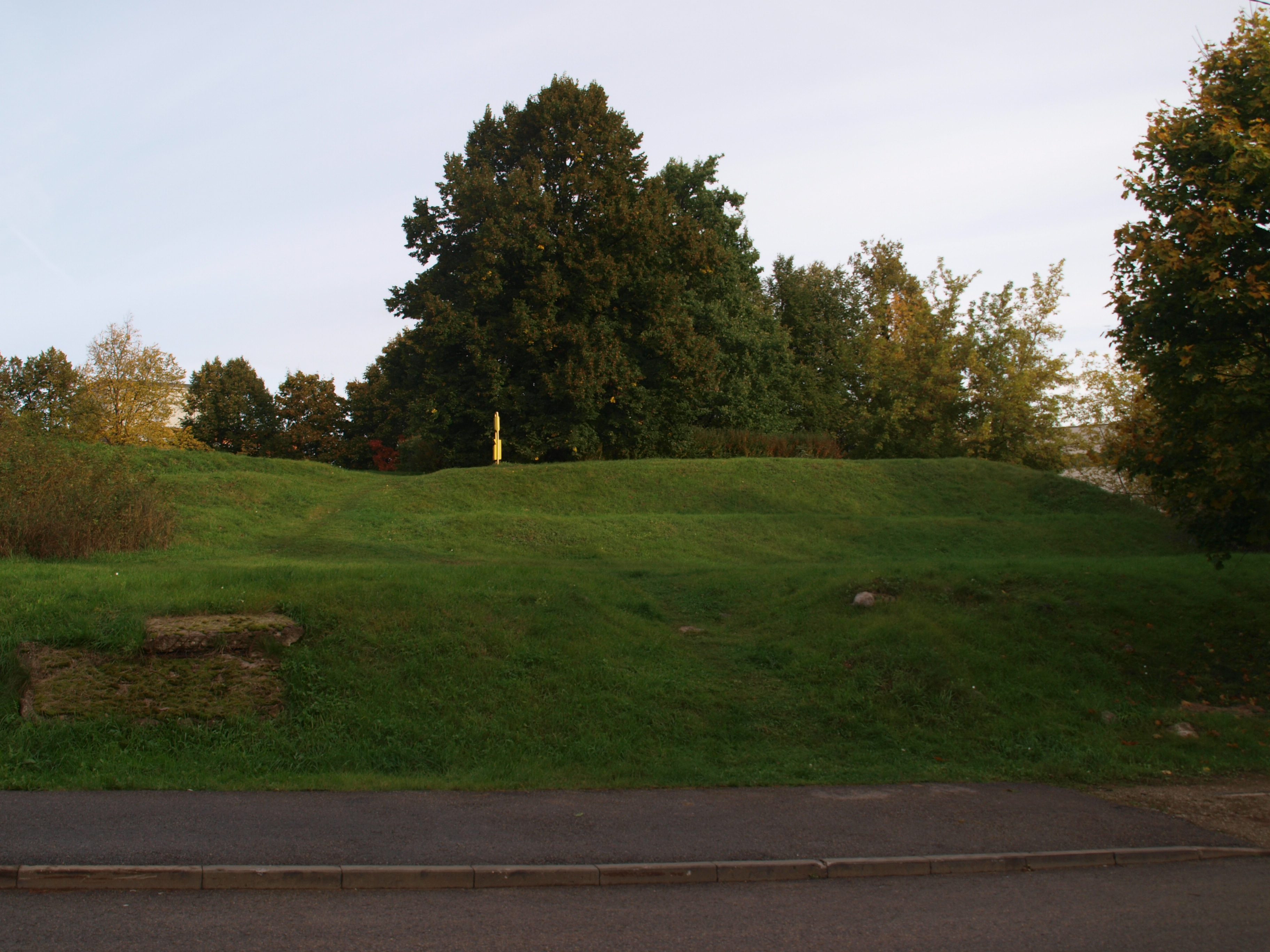
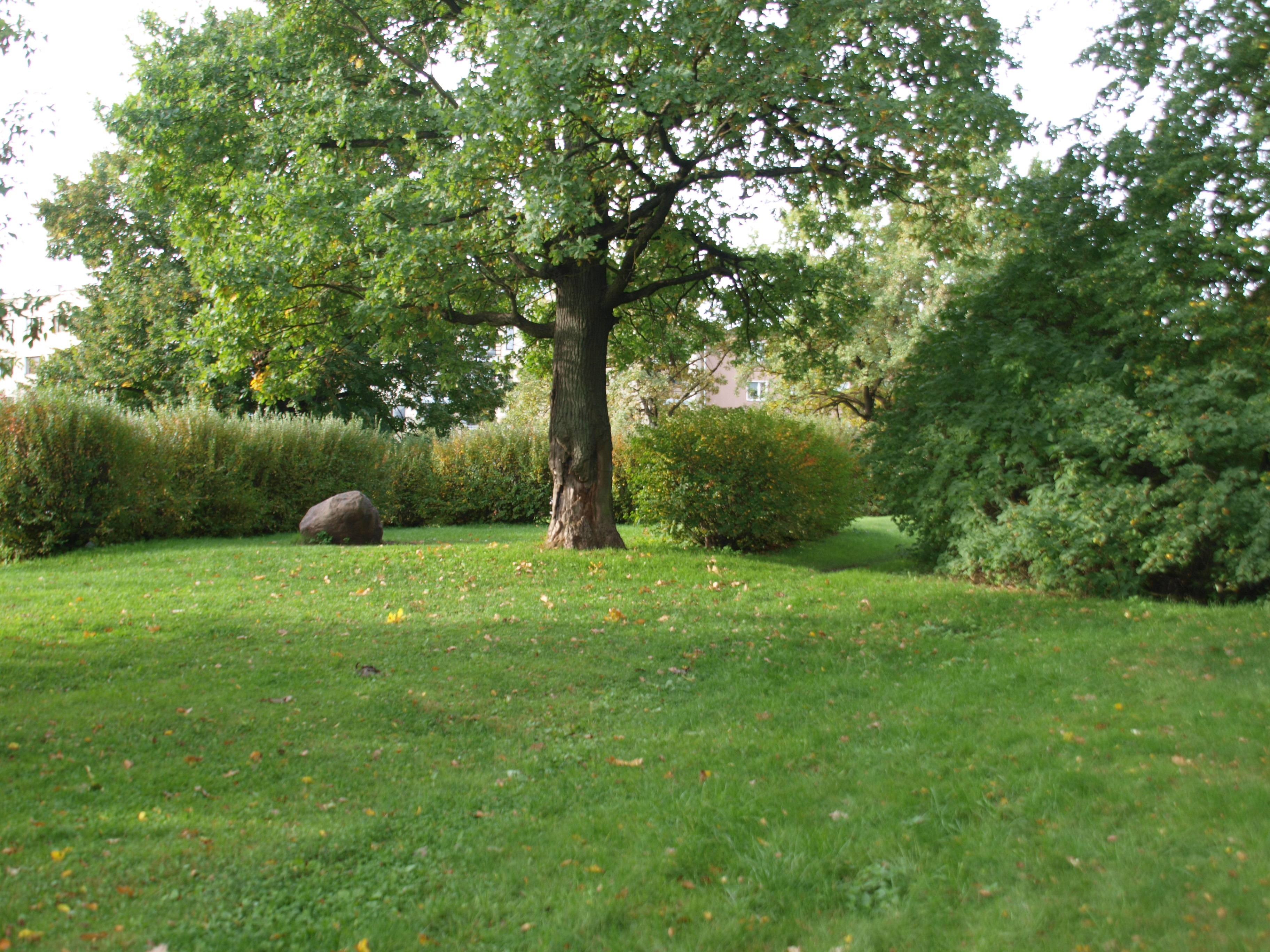